# Luciára
Luciara es un municipio brasilero del estado de Mato Grosso. Se localiza a la latitud 11º13'20" sur y a la longitud 50º40'09" oeste, estando a 197 metros de altitud. Su población estimada en 2009 era de 2 467 habitantes, distribuidos en 4662,87 km² de área.